# Krzysztof Ostaszewski
Krzysztof „Krzys“ Maciej Ostaszewski (* 1957 in Łódź) ist ein polnischstämmiger US-amerikanischer Mathematiker und Hochschullehrer.

## Werdegang
Ostaszewski schloss 1980 sein Mathematikstudium an der Universität Łódź mit summa cum laude ab. Anschließend verließ er Polen, um an der University of Washington 1985 als Ph.D. zu graduieren.
Ab 1986 wirkte Ostaszewski an der University of Louisville zunächst als Assistant Professor und ab 1991 als Associate Professor. Dabei schloss er 1991 das Examen zum Chartered Financial Analyst ab. Ab Sommer 1993 ließ er sich zeitweise von der Hochschule beurlauben und war zunächst für Hartford Life Insurance, die Lebensversicherungstochter der The Hartford Financial Services Group, im Bereich Asset-Liability-Modellierung und ab Dezember des Jahres bis Februar 1995 für Providian Capital Management in der Risikoanalyse tätig. 1994 wurde er Mitglied der American Academy of Actuaries.
Nachdem Ostaszewski Anfang der ersten Jahreshälfte 1995 im Rahmen des Fulbright-Programms als Fellow zeitweise in Polen zu aktuariellen Fragestellungen der Marktreform geforscht hatte, kehrte er im Sommer des Jahres an die University of Louisville zurück. Dort wurde er 1997 zum ordentlichen Professor berufen. 1999 wurde er Fellow der Society of Actuaries. 1999 bis 2000 visitierte er an der Washington University sowie der Universität Ulm. 
im August 2000 folgte Ostaszewski einem Ruf der Illinois State University, wo er neben seiner Professur das Aktuarsprogramm der Hochschule verantwortet. Zwischen September 2011 und Dezember 2013 leitete er parallel als Direktor das Forschungsprogramm der Geneva Association bezüglich Lebensversicherung und Altersvorsorge. Seit 2014 ist er Mitglied der National Academy of Social Insurance.

## Forschung und Lehre
Ostaszewskis Arbeitsschwerpunkte liegen im Bereich der Aktuarswissenschaften sowie der mathematischen Statistik. Dabei setzt er sich einerseits mit den theoretischen Grundlagen auseinander, andererseits hat er zu praktischen Anwendungen sowie zum Einfluss regulatorischer, steuerlicher und gesetzlicher Lenkungsmechanismen auf die praktische Anwendung publiziert. Dies umfasst neben versicherungsmathematischen auch finanzmathematische Aspekte sowie das Zusammenwirken etwa im Rahmen des Finanz- und Asset-Liability-Managements von Versicherungen und Pensionseinrichtungen. 
Im Rahmen der Lehre verantwortet Ostaszewski die Studienordnung und das Curriculum für die aktuarielle Ausbildung gemäß den Vorgaben der Society of Actuaries, die Illinois State University ist hierbei als Center of Actuarial Excellence von der US-amerikanischen Aktuarvereinigung zertifiziert.

## Literat
Neben seiner wissenschaftlichen Arbeit tritt Ostaszewski auch als Literat in Erscheinung, von ihm verfasste Gedichte wurden unter anderem in Życie Literackie und Kultura veröffentlicht.